# Кое-что ещё
«Кое-что ещё» (англ. Anything Else) — кинофильм Вуди Аллена. Премьера фильма состоялась 19 сентября 2003 года в США. В России фильм был впервые показан 16 октября 2003 года.

## Сюжет
Джерри Фолк — начинающий нью-йоркский писатель. Однажды он знакомится с молодой женщиной Амандой и влюбляется в неё с первого взгляда. Аманда оказывается довольно непредсказуемой. Писатель много раз слышал фразу «жизнь — это как кое-что ещё», но теперь он понимает, что его жизнь вместе с Амандой становится совсем не такой, какой она была раньше.

## В ролях
| Актёр                  | Роль              |
| ---------------------- | ----------------- |
| Вуди Аллен             | Дэвид Добел       |
| Джейсон Биггз          | Джерри Фолк       |
| Кристина Риччи         | Аманда Чейз       |
| Дэнни Де Вито          | Харви Векслер     |
| Стокард Чэннинг        | Пола Чейз         |
| Джимми Фэллон          | Боб               |
| Уильям Хилл[прояснить] | психиатр          |
| Эрика Лирсен           | Конни             |
| Дайана Кролл           | в роли самой себя |
| Карсон Грант           | Рон Келлер        |